# Przełęcz Tylicka
Przełęcz Tylicka (słow. Kurovské sedlo, 683 m n.p.m.) – obniżenie między Pasmem Leluchowskim i Beskidem Niskim pomiędzy szczytami Hory (716 m n.p.m.) a Bukowiną (810 m n.p.m.), przez które przebiega granica państwowa między Polską i Słowacją oraz droga krajowa nr 75 do granicy.
Od granicy do Bardejowa na Słowacji jest 15 km, a do Tylicza w Polsce 6 km. Najbliższą miejscowością przygraniczną po polskiej stronie jest Muszynka (1 km), a po słowackiej Kurov (6 km), do którego trzeba zjechać z drogi prowadzącej do granicy. Dostęp do przełęczy od strony polskiej, doliną potoku Muszynka, jest łagodny (różnica wysokości liczona od Tylicza wynosi ok. 100 m), zaś od strony słowackiej droga pnie się bardziej stromo – 350 m różnicy wysokości od Tarnova w dolinie rzeki Topľa (8 km).
Na południowy zachód od Przełęczy Tylickiej znajdują się pozostałości okopów konfederatów barskich oraz Rezerwat przyrody Okopy Konfederackie.
Do 21 grudnia 2007 na przełęczy działało przejście graniczne Muszynka-Kurov ze Słowacją. Przez przełęcz biegnie czerwony słowacki szlak graniczny.